# Інженер Прончатов
«Інженер Прончатов» — радянський трисерійний телевізійний фільм 1972 року, знятий на кіностудії «Мосфільм» режисером Володимиром Назаровим за мотивами повісті Віля Ліпатова «Сказання про директора Прончатова».

## Сюжет
Соціальна драма. Після смерті директора Тагарської сплавконтори головний інженер Прончатов сподівається стати новим керівником. В першу чергу він іде до самого шанованого старого селища, голови великої родини Микити Нехамова. Після розмови старий виказує йому свою прихильність і згоду. Дізнавшись, що на рейді зупинилася робота через паровоз вузькоколійки, який перекинувся, Прончатов їде туди і на зло начальнику рейду і парторгу організовує робітників, вони ставлять паровоз на рейки вручну, не чекаючи крана. На роботі після обговорення з молодим механіком нової техніки у Прончатова народжується ідея про форсування старих лебідок, що дозволить прискорити розвантажувально-навантажувальні роботи. В цей час селищем розносяться чутки про роман між Прончатовим і племінницею начальника планового відділу, до якого Прончатов ходив обговорити своє можливе директорське призначення. Прончатова викликають у райком, де на його кандидатуру на посаду директора дивляться позитивно, але заважає конфлікт Прончатова з парторгом сплавконтори, який живе ще за військовим часом. Парторг, щоб насолити Прончатову, рекомендує йому обратися в завком у надії, що суворого головного інженера покарають на профспілкових зборах і це відіб'ється на розгляді його кандидатури в обкомі. Однак виявляється, що робітники Прончатова поважають і одноголосно обирають до комітету. Нарешті, до Тагару приїжджає делегація з обкому, щоб поговорити з Прончатовим. Завідувач обкому Цицарь, який намагається поставити директором свого друга, розмовляє з Прончатовим і представляє справу таким чином, що, нібито, не виходить гарної розмови. Однак після поїздки на рейд, демонстрації модернізації роботи, розмови з робітниками вони повертаються в управління і стає ясно, що його кандидатура проходить.

## У ролях
- Ігор Васильєв —  Олег Олегович Прончатов, головний інженер Сплавконтори
- Юрій Каюров —  Григорій Семенович Вишняков, парторг
- Михайло Глузський —  Микита Микитович Нехамов
- Іван Лапиков —  Арсентій Васильович Цукаса, секретар обкому
- Тамара Сьоміна —  Настя Колотовкіна
- Інна Макарова —  Капітоліна Олексіївна
- Антоніна Жмакова —  Олена Максимівна Прончатова
- Геннадій Юхтін —  Жора Чаусов
- Михайло Кокшенов —  Степан Безродний
- Ігор Кашинцев —  Гліб Олексійович Поляков
- Анатолій Соловйов —  Семен Кузьмич Бондар
- Олександр Хвиля —  Павло Іванович Ошурков, директор ліспромгоспу
- Валентин Абрамов —  Касьян Демидович Курінний, начальник будівельної дільниці
- Олексій Панькин —  Едгар Іванович Огурцов, інженер Сплавконтори
- Іван Рижов —  Михайло Миколайович, старий директор
- Вітаутас Томкус —  Ян Падеревський
- Афанасій Трішкин —  Петро Олександрович Саричев
- Володимир Носик —  Євген Матвійович Кетськой
- Альберт Іричев —  Леонід Гаврилович Гудкін
- Валентин Брилєєв —  Мурзін, сплавник
- Ольга Маркіна —  продавчиня
- Катерина Мазурова —  бабуся в магазині
- Георгій Светлані —  старий-мисливець
- Віктор Філіппов —  сплавник
- Юрій Бєлов —  Петрович, міліціонер
- Володимир Груднєв —  Акимич, літній сплавник
- Наталія Дрожжина —  буфетниця
- Любов Калюжна —  Марія Степанівна, прибиральниця
- Зоя Степанова —  керуюча обласною конторою Держбанку
- Герман Качин —  потерпілий
- Михайло Чигарьов —  молодший лейтенант міліції
- Володимир Назаров —  Михайло Олександрович Бендер, директор паперового комбінату
- Володимир Прокоф'єв —  Інокентій Нехамов
- Віктор Маркін —  лікар (немає в титрах)
- Леонід Чубаров —  адміністратор ресторану (немає в титрах)
- Ігор Сретенський —  зустрічаючий (немає в титрах)
- Володимир Мишкін —  зустрічаючий (немає в титрах)
- Микола Сморчков — епізод (немає в титрах)
- Анна Павлова — епізод (немає в титрах)

У фільмі звучить пісня «Бариня-річка» у виконанні Валерія Золотухіна.

## Знімальна група
- Режисер — Володимир Назаров
- Сценаристи — Віль Ліпатов, Ірина Мазурук, Володимир Назаров
- Оператор — Володимир Ніколаєв
- Композитор — Олександр Флярковський